# Macrosiphoniella dubia
Macrosiphoniella dubia är en insektsart som först beskrevs av Ferrari 1872.  Macrosiphoniella dubia ingår i släktet Macrosiphoniella och familjen långrörsbladlöss. Inga underarter finns listade i Catalogue of Life.